# Dąbrowa (powiat polkowicki)
Dąbrowa – wieś w Polsce położona w województwie dolnośląskim, w powiecie polkowickim, w gminie Polkowice.

## Podział administracyjny
W latach 1975–1998 miejscowość należała administracyjnie do województwa legnickiego.

## Środowisko naturalne
Wieś znajduje się w obrębie mikroregionu Wzgórza Polkowickie, wchodzącego w skład mezoregionu Wzgórza Dalkowskie.